# Pierre Malet
Ne doit pas être confondu avec Pierre Mallet.
Pour les articles homonymes, voir Malet.
Pierre Malet est un acteur français né sous le nom complet de Pierre Marie Guespin-Malet le 3 septembre 1955 à Bayonne.
Il est le frère jumeau de Laurent Malet (aussi nommé Marie Guespin-Malet) et le demi-frère d'Olivier Guespin.
Il porte usuellement, comme son jumeau, le simple nom de leur mère, Florence Malet.
Leur père, Jean-Jacques Guespin, a eu trois enfants avec Geneviève Galéa (dont l'une des autres enfants est Emmanuelle Béart)  : Olivier, Lison et Charlotte.

## Filmographie

### Cinéma
- 1976 : Comme un boomerang de José Giovanni : le second fils Feldman
- 1976 : Un éléphant ça trompe énormément d'Yves Robert : Eric
- 1982 : La Nuit de Varennes d'Ettore Scola : Émile Delage, étudiant révolutionnaire
- 1982 : Le Quatuor Basileus (Il quartetto Basileus) de Fabio Carpi : Edo
- 1986 : Francesca è mia de Roberto Russo : Stefano Maini
- 1987 : Ubac de Jean-Pierre Grasset : Raoul de Marsac
- 1989 : Burro de José Maria Sanchez : l'acteur du film
- 1993 : Total ! d'Hervé Nisic (court-métrage) : le troisième homme
- 2010 : Streamfield, les carnets noirs de Jean-Luc Miesch : Iskander Labade

### Télévision
- 1976 : Le Siècle des lumières (téléfilm) de Claude Brulé : un page
- 1977 : Au théâtre ce soir : Football de Pol Quentin et Georges Bellak, mise en scène Michel Fagadau, réalisation Pierre Sabbagh
- 1977 : Au plaisir de Dieu (mini-série) de Robert Mazoyer : Jacques de Plessis-Vaudreuil jeune
- 1978 : Un ours pas comme les autres (mini-série) de Nina Companeez : le jeune homme à la fête foraine
- 1978 : Kakemono hôtel (téléfilm) de Franck Appréderis : Jean Cagepain
- 1979 : Staline-Trotsky: Le pouvoir et la révolution (téléfilm) d'Yves Ciampi : Liova
- 1978 : Au théâtre ce soir : Libres sont les papillons de Leonard Gershe, mise en scène Raymond Gérôme, réalisation Pierre Sabbagh
- 1980 : Fantômas de Claude Chabrol et Juan Luis Bunuel (mini-série) : Jérôme Fandor
- 1980 : Le Vol d'Icare (téléfilm) de Daniel Ceccaldi : Icare
- 1980 : Opération trafics (Achtung Zoll !) (série télévisée), épisode 5 W comme Watteau de Christian-Jaque : Boris
- 1981 : La Confusion des sentiments d'Étienne Périer (téléfilm) : Roland
- 1981 : Les Fiançailles de feu (téléfilm)  de Pierre Bureau : Joss
- 1981 : Arcole ou la terre promise (mini-série) de Marcel Moussy : Frédéric Dumourier
- 1982 : Cinéma 16 (série télévisée), épisode L'amour s'invente de Didier Decoin : Pierre Morency
- 1983 : Capitaine X (mini-série) de Bruno Gantillon : François Leroy-Boucher
- 1984 : L'Amour en héritage (Mistral's Daughter) de Douglas Hickox et Kevin Connor (mini-série) : Eric Avigdor
- 1985 : L'Ordre (téléfilm) d'Étienne Périer : Gilbert
- 1987 : La Part de l'autre (téléfilm) de Jeanne Labrune : Pierre
- 1988 : Sueurs froides (série télévisée), épisode 9 Donnant donnant de José Pinheiro : L'assassin
- 1988 : Sentiments (série télévisée), épisode Le Mur de Berlin d'Yvan Butler : Jean-Marc Foncaze
- 1989 : Paire d'as (Diamonds) (série télévisée), saison 9, épisode 21 Death Kiss de Paolo Barzman : François
- 1989 : Cinéma 16 (série télévisée), épisode Mortelle saison de Jacques Cornet : Marc Palladio
- 1990 : Coupable ou non coupable (Il guidice istruttore) (série télévisée), épisode Il caso Corderi de Gianluigi Calderone : Franco Serini
- 1990 : Maléfices (Das Geheimnis des gelben Geparden) (téléfilm) de Carlo Rola : François
- 1990 : Seulement par amour, Clara (La storia spezzata) (mini-série) d'Andrea et Antonio Frazzi : Andrea
- 1992 : Passage du Nord-Ouest (téléfilm) de Bernard Dumont : Fabien
- 1993 : La Fièvre monte à El Pao (téléfilm) de Manolo Matji et José Maria Tuduri : Vasquez
- 1995 : Un homme de cœur (téléfilm) de Paul Planchon : Gérard Mercier
- 1997-1999 : Maître Da Costa (série télévisée), 3 épisodes : Antoine Delcourt
- 1998 : Quai n°1 (série télévisée), saison 2, épisode 1 Le Tueur de la pleine lune de Patrick Jamain : Bertrand Legall
- 1998 : L'Instit (série télévisée), saison 5, épisode 1 Menteur de Christian Faure : Bernard Lachesnay
- 2000 : La Kiné (série télévisée), saison 1, épisode 5 Le Patient 18 de Daniel Vigne : Marc Bellein
- 2004 : Louis Page (série télévisée), saison 1, épisode 10 La Vérité à tout prix d'Alain Schwartzstein : Jean-Paul
- 2004 : Avocats & associés (série télévisée), saison 14, épisode 4 A corps perdu de Denis Malleval : Jérôme Henri-Biabaud

## Théâtre
- 1977 : Football de Pol Quentin et Georges Bellak, mise en scène Michel Fagadau, Théâtre Marigny, Paris
- 1978 : Almira de Pierre-Jean de San Bartholomé, mise en scène de l'auteur, Espace Pierre Cardin, Paris
- 1978 : Libres sont les papillons de Leonard Gershe, adaptation Raymond Castans, mise en scène Raymond Gérôme, Théâtre Marigny, Paris
- 1983 : Les Paravents de Jean Genet, mise en scène Patrice Chéreau, Théâtre des Amandiers de Nanterre : le Sergent
- 1988 : Bacchus de Jean Cocteau, mise en scène Jean Marais, Théâtre des Bouffes-Parisiens :  Hans, le Bacchus, reprise du rôle tenu par Xavier Deluc